# Blomman från Hawaii
Blomman från Hawaii (ty: Die Blume von Hawaii) är en tysk operett i tre akter med musik av Paul Abraham och libretto av Alfred Grünwald, Fritz Löhner-Beda och Emmerich Földes (också Emric eller Imre Foeldes). Historien om Lili'uokalani, den sista drottningen av Hawaii, var uppslaget till operetten.

## Historia
Den hade urpremiär på Neues Theater i Leipzig den 24 juli 1931 och fick ett entusiastiskt mottagande av både press och publik. Den internationella framgången blev minst lika stor som den som kom Viktorias husar till del. Den här gången blandade Abraham romantiska söderhavsmelodier med amerikanska jazznummer, och de insmickrande tongångarna förfelade inte sin effekt på 1930-talets teaterpublik. Också radiolyssnarna och danspubliken på världens alla restauranger lärde sig snart att gnola med i de mest slående melodierna som till exempel titelmelodin Du vackra blomma från Hawaii och My golden baby.
Blomman från Hawaii fick sin premiär i Sverige 6 februari 1932, platsen var Odéonteatern i Stockholm och Margit Rosengren spelade huvudrollen som prinsessan Laya. Adolf Jahr och Elsa Wallin gjorde det komiska paret och lanserade också sin My golden baby-duett på grammofon. 
1932 gavs operetten på Hippodromen i Malmö där en ung Nils Poppe spelade en liten roll som kadett. 1982 och 1991 spelade Nils Poppe Blomman från Hawaii på sin friluftsteater Fredriksdalsteatern i Helsingborg, då i rollen som clownen Jimmy Boy.

## Personer
- Laya, prinsessa av Hawaii (sopran)
- Prins Lilo-Taro, förlovad med Laya (tenor)
- Kanako Hilo, en adelsman på Hawaii, ledare för den rojalistiska gruppen (barytone)
- Reginald Harold Stone, kapten i amerikanska marinen (tenor)
- Lloyd Harrison, Amerikansk guvernör på Hawaii (talroll)
- John Buffy, hans sekreterare (buffo tenor)
- Bessi Worthington, guvernörens niece (subrett)
- Raka, en hawaiiansk flicka (Subrett)
- Jim Boy, en svart amerikansk jazzsångare (buffo tenor)
- Suzanne Provence, Jims partner (spelad av samma person som Laya)
- Perroquet, servitör
- Chun-chun, kinesisk tjänare
- Admiral Makintosh (talroll)
- Kaluna, en gammal hawaiian (baryton)
- Löjtnant Sunny Hill
- Kadett Bobbie Flipps

## Handling
Handlingen utspelar sig på Hawaii. 
Den hawaiianska prinsessan Laya, som uppfostrats i Frankrike, dyker upp i Honolulu inkognito. Hon utger sig för att vara den franska sångerskan Suzanne Provence, och eftersom hon råkar vara mycket lik denna berömda kabaréartist går det till en början bra att genomföra komedin. Men i Honolulu träffar hon en barndomsvän, prins Lilo-Taro, som genast känner igen henne. Också den amerikanske guvernören får snart veta hennes rätta identitet. Laya invecklas i en politisk konspiration och låter sig utropas till hawaiiansk drottning, men den amerikanske guvernören känner till de upproriska planerna och det hela går om intet. 
I tredje akten förflyttas handlingen till Monte Carlo, där Laya i valet mellan sin amerikanske beundrare kapten Stone och barndomsvännen prins Lilo-Taro slutligen väljer den senare. Men kaptenen tröstar sin snart hos den riktige kabarésångerskan Suzanne Provence, som fått höra talas om sin dubbelgångerska och dyker upp i Monte Carlo.

## Musik
Operetten är en typisk produkt av 1920-talet. Paul Abraham var en av de första kompositörerna som kryddade operettgenren med inslag av jazz vilket ger verket en känsla av musikal.
Till operettens musiknummer kan nämnas:
- Blume von Hawaii (långsam foxtrot)
- Lautlos glitt der Dampfer (Långsam vals duett)
- My golden Baby
- Ein Paradies am Meeresstrand (Slowfox)
- Will dir die Welt zu Füßen legen (Långsam vals)
- Wir singen zur Jazzband (Foxtrot)
- Wo es Mädels gibt, Kameraden (Marsch)
- Du traumschöne Perle der Südsee (Långsam vals)
- Bin nur ein Jonny, zieh durch die Welt (Slowfox)
- My little Boy, ich bleib dir treu, ich will in deinen starken Händen happy enden (Foxtrot) och titelmelodi
- Blume von Hawaii (Slowfox)